# Arquebisbat de Veszprém

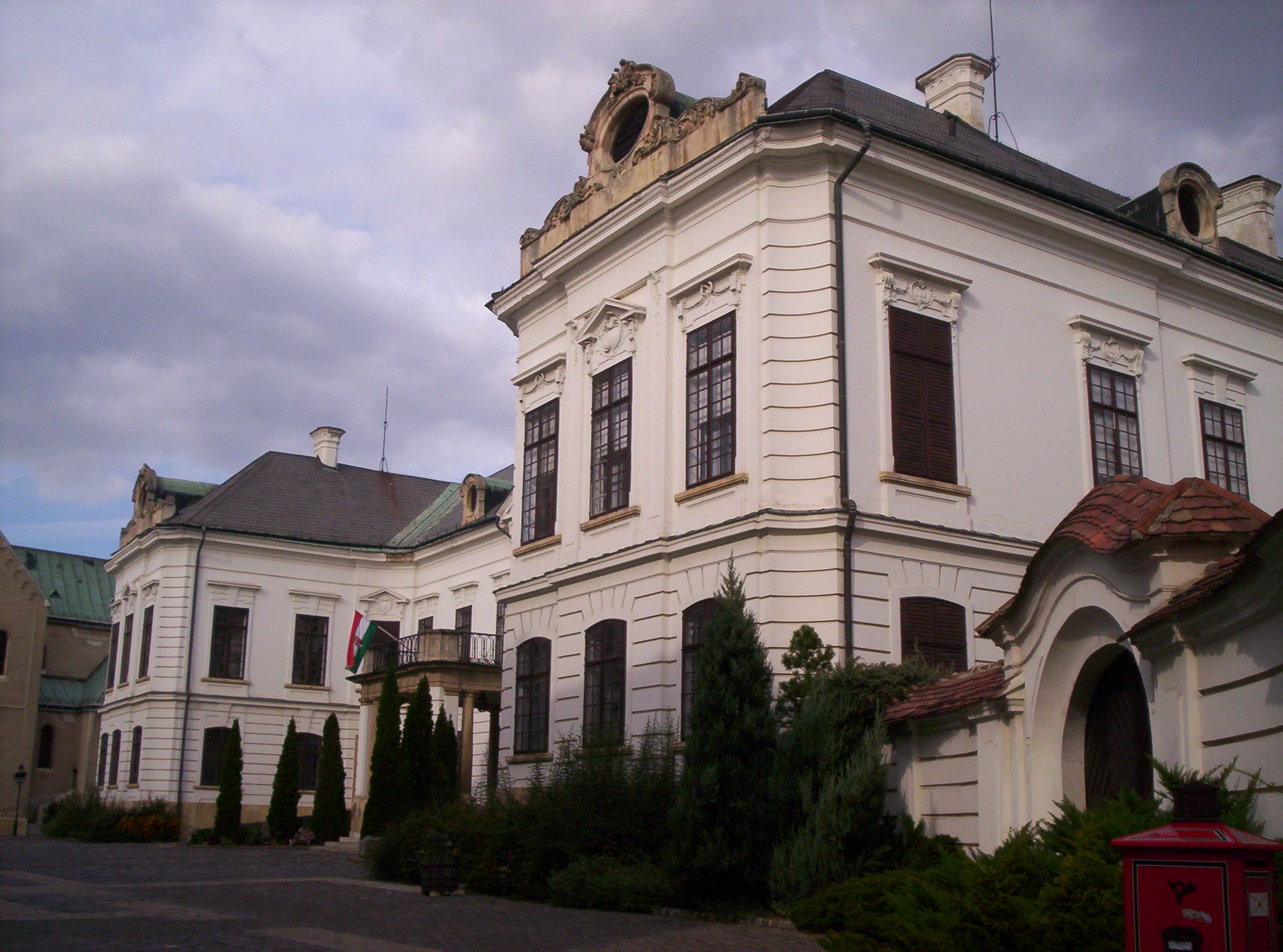
El palau arxiepiscopal de Veszprém.

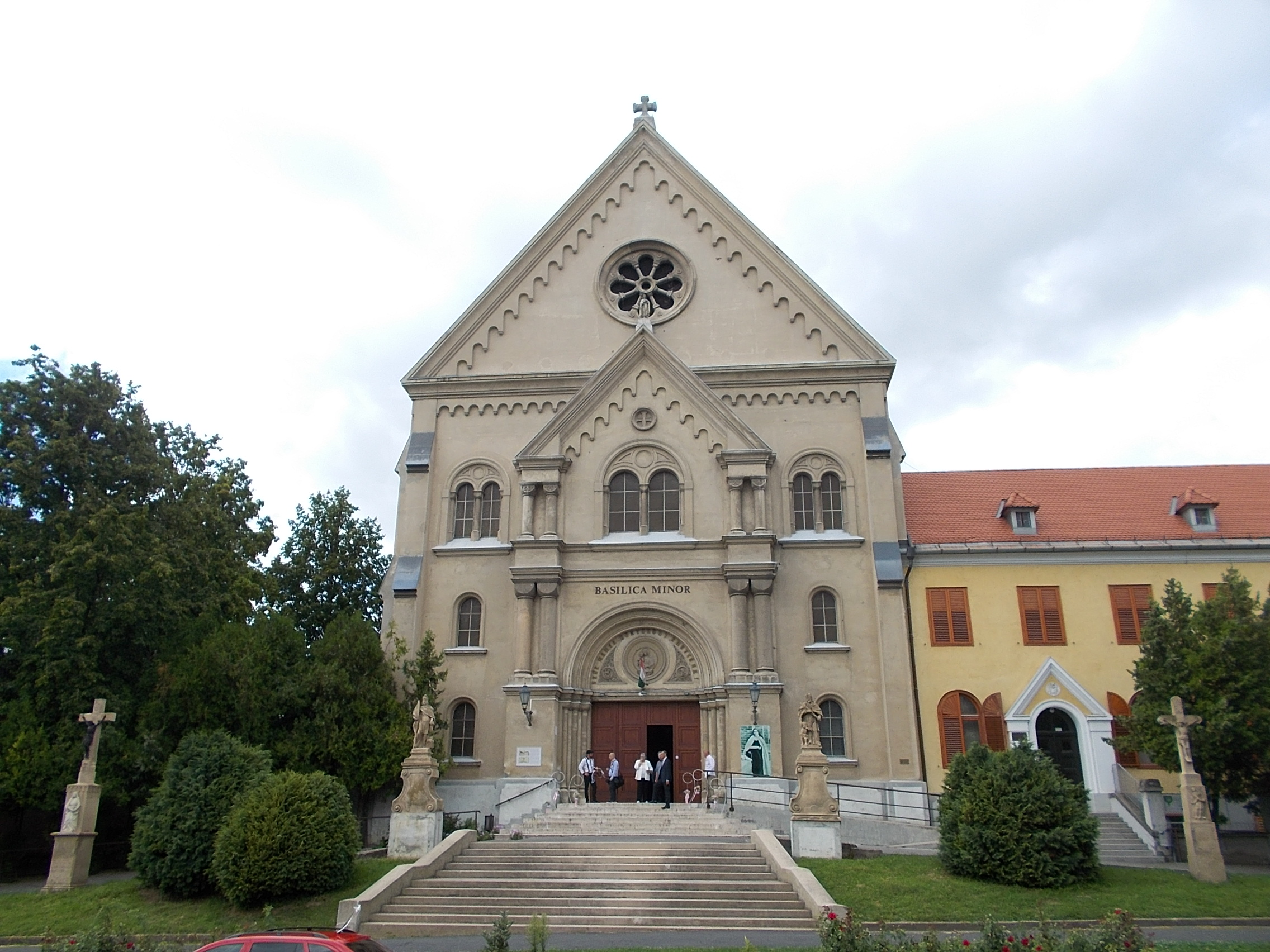
La basílica menor de Santa Teresa de Keszthely.

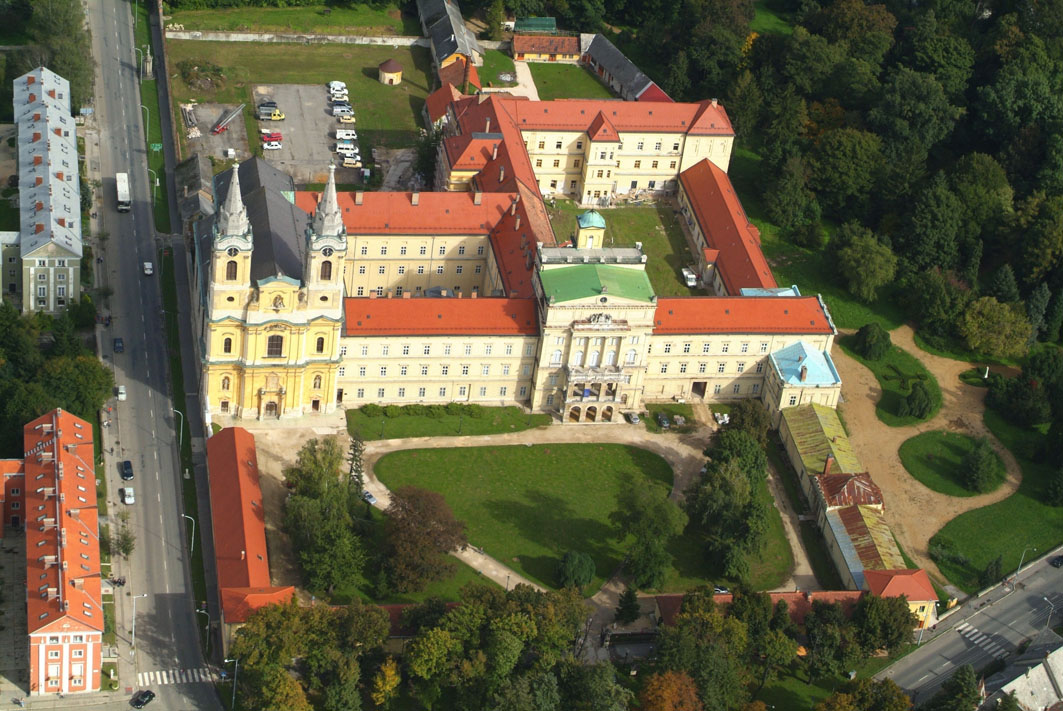
Vista aèria de l'abadia cistercenca de Zirc.

L'arquebisbat de Veszprém (hongarès:  Veszprémi főegyházmegye , llatí: Archidioecesis Veszprimiensis) és una seu metropolitana de l'Església Catòlica a Hongria. Al 2017 tenia 330.000 batejats sobre una població de 459.000 habitants. Actualment està regida per l'arquebisbe György Udvardy.

## Territori
La diòcesi comprèn la província de Veszprém i la part oriental de la província de Zala, a Hongria.
La seu episcopal és la ciutat de Veszprém, on es troba la catedral de Sant Miquel.
El territori s'estén sobre 6.920 km², i està dividit en 180 parròquies.

## Història
La diòcesi de Veszprém va ser erigida el 1009 per sant Esteve, rei d'Hongria.
Originàriament era sufragània de l'arquebisbat d'Esztergom (avui arquebisbat d'Esztergom-Budapest). Per voluntat de la beata Gisela de Baviera, muller de sant Esteve i reina d'Hongria, es construí la primera catedral. La mateixa Gisela va voler ser sebollida a Veszprém, i per aquest fet derivà el privilegi dels bisbes de Veszprém de coronar les reines d'Hongria i d'exercir com els seus cancellers.
El 1276 la ciutat va ser destruïda en el transcurs d'una guerra entre els senyors de Németujvár i els de Csák: la catedral va ser destruïda en un incendi, i les escoles de teologia i dret i la biblioteca també quedaren destruïdes.
El 1526 la victòria dels turcs a la batalla de Mohács marcà l'inici del declivi de la diòcesi, agreujat poc després per la Reforma protestant i les batalles entre hongaresos i turcs que van tenir lloc al territori diocesà.
Fins a l'edició del missal post-tridentí de Pius V, a l'arxidiòcesi s'usava el estrigoniens, el missal del qual provenia d'un Sacramentari compost al capítol de Veszprém entre el 1192 i el 1195. També després de la introducció del missal romà, a la diòcesi s'usava el ritual estrigonienc imprès el 1625 i en edicions posteriors fins al 1909, que tot i que es referia al Rituale Romanum de 1614, acollint els costums del Regne d'Hongria.
Només després del 1686, amb la reconquesta de Buda i el final del domini de bona part d'Hongria la diòcesi tornà a prosperar. El 1711 començaren les tasques de reconstrucció, portades a terme durant els decennis successius.
El 17 de juny de 1777 cedí porcions del seu territori a benefici de l'erecció de les diòcesis de bisbat de Szombathely i de Székesfehérvár.
El 31 de maig de 1993 va ser elevada al rang d'arxidiòcesi metropolitana mitjançant la butlla Hungarorum gens del papa Joan Pau II. Contextualment cedí part del propi territori a benefici de l'ereccií del bisbat de Kaposvár; i d'altres modificacions territorials han portat l'arxidiocesi a assumir la seva fisonomia actual.

## Cronologia episcopal
- István † (1009 - ?)
- Benetha (Benedek I) † (citat el 1046)
- Bulcsu Lád †
- András † (citat el 1058)
- Kozma † (1068 - 1091)
- Almarius † (1091 - 1093)
- Máté † (citat el 1113)
- Nana † (citat el 1131)
- Martyrius † (citat el 1135)
- Péter I † (1135 - 1139)
- Pál † (1142 - 1143)
- Péter II † (citat el 1156)
- János I † (citat el 1164)
- Benedek II † (citat el 1171)
- János II † (1181 - 1199)
- Kalenda (Kalanda) † (1199 - 1209 mort)
- Róbert † (1209 - 13 de març de 1226 nomenat arquebisbe d'Esztergom)
- Bertalan † (1226 - 1244)
- Zlaudus Kaplony † (1244 - 1262)
- Pál Balogh Széchy † (1263 - 1275)
- Péter Héder † (28 d'octubre de 1275 - 1289)
- Benedek Rád † (1289 - 1311)
- István Ákos † (1311 - 1322 ?)
- Henrik † (18 de gener de 1320 - 1333 mort)
- Meskó † (1334 - 1344 mort)
- István Harcsáki † (9 d'agost de 1344 - 2 de març de 1345 nomenat arquebisbe de Kalocsa)
- Galhard de Carceribus † (2 de març de 1345 - 19 de juliol de 1346 nomenat arquebisbe de Bríndisi)
- János Dorozsma Gara † (19 de juliol de 1346 - 1357 mort)
- László Hont-Pázmány † (27 de març de 1358 - 1372 mort)
- László de Deménd † (27 d'octubre de 1372 - 2 d'octubre de 1377 nomenat bisbe de Gran Varadino)
- Péter Siklósi † (2 d'octubre de 1377 - 1378)
- Benedek Himházi † (22 de febrer de 1380 - 1387)
- Demeter Hont-Pázmány † (25 d'octubre de 1387 - 22 de desembre de 1391 nomenat bisbe de Transilvania)
- Maternus † (30 de gener de 1392 - 3 d'abril de 1395 nomenat bisbe de Transilvania)
- Demeter Hont-Pázmány † (3 d'abril de 1395 - 1398) (per segona vegada)
- Mihály Hédervári † (16 de juny de 1399 - 1402 mort)
- György † (9 de març de 1403 - 1404)
- János Albeni † (1407 - 1410)
- Sándor † (1411 - 1411)
  - Branda Castiglione † (1º de setembre de 1412 - 1424 renuncià) (administrador apostòlic)
- Péter Rozgonyi † (5 de maig de 1424 - 23 de maig de 1425 nomenat bisbe d'Eger)
- Uski János † (7 de gener de 1426 - 1428 mort)
- Simon Rozgonyi † (30 d'agost de 1428 - 15 de febrer de 1440 nomenat bisbe d'Eger)
- Giovanni de Dominis † (15 de febrer de 1440 - 9 de maig de 1440 renuncià)
- Mátyás Gatal Gatalóczi † (9 de maig de 1440 - 1457 mort)
- Albert Kaplony Vetési † (16 de juny de 1458 - 1486 mort)
- János Vitéz † (3 de juny de 1489 - 1499 mort)
- György Szatmári † (1º d'abril de 1500 - 14 de febrer de 1502 nomenat bisbe de Gran Varadino)
- Gregorio Frangipane † (18 d'abril de 1502 - 11 de desembre de 1503 nomenat arquebisbe de Kalocsa)
  - Pietro Isvalies † (21 de juny de 1503 - 22 de setembre de 1511 mort) (administrador apostòlic)
- Péter Beriszló † (1513 - 20 de maig de 1520 mort)
- Pál Várdai † (1521 - 1526 nomenat bisbe d'Eger)
  - Tamás Zalaházi † (1526 - 3 de febrer de 1529 nomenat bisbe d'Eger) (bisbe electe)
  - Márton Kecset † (1529 - circa 1548 renuncià) (bisbe electe)
- Pál Bornemisza † (4 de juliol de 1550 - 3 d'agost de 1554 nomenat bisbe de Transilvania)
- András Köves † (3 d'agost de 1554 - 7 de gener de 1568 mort)
- János Liszti † (1568 - 15 de maig de 1573 nomenat bisbe de Győr)
- István Fejérkővy † (15 de maig de 1573 - 19 de desembre de 1588 nomenat bisbe de Nitra)
  - Ferenc Forgách † (22 de desembre de 1587 - 2 d'agost de 1599 nomenat bisbe de Nitra[2]) (no confirmat)
  - Ferenc Monoszlóy † (17 de desembre de 1596 - ?) (no confirmat)
- András Monoszlóy † (21 de juny de 1599 - 11 de desembre de 1609 mort)
  - Lajos Ujlaky † (1604 - 1605 o 1606 mort) (no confirmat)
  - Demeter Náprágyi † (1607 - 1607 nomenat bisbe de Győr) (no confirmat)
  - Bálint Lépes † (1608 - 1608) (no confirmat)
  - Péter Radovics † (1608 - 1608 mort) (no confirmat)
- Ferenc Ergelics † (29 de març de 1610 - 17 de desembre de 1629 nomenat bisbe de Zagreb)
  - István Sennyey Kissennyei † (11 de juliol de 1628 - 1630) (no confirmat)
  - István Szentandrássy Csíkmádéfalvi † (24 de març de 1630 - 21 de setembre de 1631 mort) (no confirmat)
- Pál David Felistáli † (6 d'octubre de 1631 - 1633 mort)
- György Lippay Zombori † (6 de juny de 1633 - 4 de desembre de 1645 nomenat arquebisbe d'Esztergom)[3]
  - György Jakosics † (1638 - 1642 nomenat bisbe d'Eger) (no confirmat)
  - István Bosnyák † (5 d'agost de 1642 - 5 de setembre de 1644 nomenat bisbe de Vác) (no confirmat)
  - György Szelepcsényi † (5 de setembre de 1644 - 8 de desembre de 1647 nomenat bisbe d'Eger) (no confirmat)
- György Széchény † (9 de juny de 1653 - 7 de desembre de 1665[4] nomenat bisbe de Győr)
  - Pál Hoffmann † (27 de gener de 1658 - 1659 mort) (no confirmat)
- István Sennyey Kissennyei il Giovane † (14 de gener de 1669[5] - 10 d'abril de 1687 mort)
- Pál Széchényi, O.S.P.P.E. † (24 de novembre de 1687 - 1 de juliol de 1697 nomenat arquebisbe de Kalocsa e administrador apostòlic)
  - Pál Széchényi, O.S.P.P.E. † (1º de juliol de 1697 - 22 de maig de 1710 mort) (administrador apostòlic)
- Otto János Teofil Tóth von Volkra † (1 d'octubre de 1710 - 19 de desembre de 1720 mort)
  - Imre Esterházy † (17 de gener de 1723 - 17 de març de 1727 nomenat arquebisbe de Esztergom) (no confirmat)
- Péter Ádám Acsády † (8 d'abril de 1726[6] - 10 d'octubre de 1744 mort)
- Márton Padányi Biró † (19 de juliol de 1745 - 10 d'agost de 1762 mort)
- Ignác Koller † (10 d'agost de 1762 succeduto - 4 d'abril de 1773 mort)
- József Baizath † (12 de maig de 1777 - 24 de febrer de 1802 mort)
  - Sede vacante (1802-1808)
- Pál Rosos † (11 de juliol de 1808 - 17 de juliol de 1809 mort)
  - Sede vacante (1809-1814)
- György Kurbély † (26 de setembre de 1814 - 27 de maig de 1821 mort)
- Antal Makay † (24 de novembre de 1823 - 8 de gener de 1825 mort)
- József Kopácsy † (27 de juny de 1825 - 18 de febrer de 1839 nomenat arquebisbe de Esztergom)
  - Sede vacante (1839-1842)
- Dominik Zichy † (23 de maig de 1842 - 27 d'octubre de 1849 renuncià)
- János Ranolder † (7 de gener de 1850 - 12 de setembre de 1875 mort)
- Zsigmond Kovács † (25 de juny de 1877 - 18 de juny de 1887 mort)
- Károly Hornig † (1º de juny de 1888 - 9 de febrer de 1917 mort)
- Nándor Rott † (12 de juliol de 1917 - 3 de març de 1939 mort)
- Tihamér Tóth † (3 de març de 1939 succeduto - 6 de maig de 1939 mort)
- Gyula Czapik † (19 de juliol de 1939 - 7 de maig de 1943 nomenat arquebisbe d'Eger)
- József Mindszenty † (3 de març de 1944 - 2 d'octubre de 1945 nomenat arquebisbe de Esztergom)
- László Bánáss † (4 de setembre de 1946 - 20 d'abril de 1949 mort)
- Bertalan Badalik † (10 de juny de 1949 - 11 d'octubre de 1965 mort)
  - Sede vacante (1965-1975)
- László Kádár † (7 de gener de 1975 - 2 de març de 1978 nomenat arquebisbe d'Eger)
- László Paskai † (31 de març de 1979 - 5 d'abril de 1982 nomenat arquebisbe coadjutor de Kalocsa)
- József Szendi † (3 de setembre de 1983 - 14 d'agost de 1997 jubilat)
- Gyula Márfi (14 d'agost de 1997 - 12 de juliol de 2019 jubilat)
- György Udvardy, dal 12 de juliol de 2019

## Estadístiques
A finals del 2017, la diòcesi tenia 330.000 batejats sobre una població de 459.000 persones, equivalent al 72,5% del total.
| any  | població | població | població | sacerdots | sacerdots       | sacerdots       | sacerdots             | diaques | religiosos | religiosos | parròquies |
| ---- | -------- | -------- | -------- | --------- | --------------- | --------------- | --------------------- | ------- | ---------- | ---------- | ---------- |
| any  | batejats | total    | %        | total     | clergat secular | clergat regular | batejats por sacerdot | diaques | homes      | dones      |            |
| 1949 | 703.198  | 874.163  | 80,4     | 623       | 440             | 183             | 1.128                 |         | 166        |            | 329        |
| 1969 | 750.000  | 930.100  | 80,6     | 505       | 423             | 82              | 1.485                 |         | 82         |            | 337        |
| 1977 | 650.500  | 928.420  | 70,1     | 406       | 406             |                 | 1.602                 |         |            |            | 351        |
| 1990 | 654.820  | 980.536  | 66,8     | 298       | 298             |                 | 2.197                 |         |            |            | 347        |
| 1999 | 304.645  | 468.994  | 65,0     | 144       | 124             | 20              | 2.115                 |         | 20         | 30         | 181        |
| 2000 | 301.910  | 451.524  | 66,9     | 142       | 122             | 20              | 2.126                 |         | 20         | 20         | 181        |
| 2001 | 302.024  | 461.123  | 65,5     | 131       | 111             | 20              | 2.305                 | 1       | 26         | 30         | 181        |
| 2002 | 295.694  | 459.404  | 64,4     | 118       | 108             | 10              | 2.505                 | 1       | 16         | 33         | 180        |
| 2003 | 320.731  | 484.940  | 66,1     | 127       | 106             | 21              | 2.525                 | 1       | 31         | 26         | 180        |
| 2004 | 315.374  | 478.029  | 66,0     | 134       | 106             | 28              | 2.353                 | 2       | 38         | 28         | 180        |
| 2010 | 336.000  | 461.000  | 72,9     | 119       | 97              | 22              | 2.823                 | 12      | 24         | 22         | 180        |
| 2014 | 335.600  | 461.500  | 72,7     | 134       | 112             | 22              | 2.504                 | 14      | 24         | 5          | 180        |
| 2017 | 333.000  | 459.000  | 72,5     | 134       | 111             | 23              | 2.485                 | 14      | 24         | 3          | 180        |